# (1629) Pecker
(1629) Pecker es un asteroide que forma parte del cinturón de asteroides y fue descubierto por Louis Boyer el 28 de febrero de 1952 desde el observatorio de Argel-Bouzaréah, Argelia.

## Designación y nombre
Pecker recibió inicialmente la designación de 1952 DB.
Más tarde se nombró en honor del astrónomo francés Jean-Claude Pecker.

## Características orbitales
Pecker orbita a una distancia media del Sol de 2,238 ua, pudiendo alejarse hasta 2,586 ua. Tiene una excentricidad de 0,1555 y una inclinación orbital de 9,702°. Emplea en completar una órbita alrededor del Sol 1223 días.